# KAB-1500Ł
KAB-1500Ł (ros. КАБ-1500Л) – radziecka bomba kierowana naprowadzająca się na cel podświetlony laserem, istniejąca w wariantach Ł-F i Ł-Pr. Wykorzystuje wiatraczkowy koordynator celu typu 27N i ma konstrukcję zbliżoną do innych sowieckich bomb kierowanych o masie 1500 kg. 
Bomba wersji KAB-1500Ł-Pr jest przeciwbetonowa.